# København A-Raeken 1889-1890
La København A-Raeken 1889-1890 è stata la 1ª edizione della massima serie del campionato danese di calcio, disputata tra il novembre 1889 e il marzo 1890 e conclusa con la vittoria dell'Akademisk Boldklub, al suo primo titolo.
Capocannoniere del torneo è stato J. Smart, giocatore del Kjøbenhavns Boldklub, con 12 reti.

## Stagione

### Novità
Fu la prima competizione tra squadre di calcio danesi, anche se non fu ufficiale e tutte le squadre provenivano dalla città di Copenaghen. Tutte le partite vennero disputate al Nørrefælled park di Copenaghen.

### Formula
Parteciparono 7 squadre raggruppate in un unico girone all'italiana.
Non furono assegnati punti in caso di vittoria o di sconfitta, perché l'ordine delle squadre nella classifica e la conseguente proclamazione del vincitore, chiamato impropriamente "campione di Danimarca" (infatti al massimo poteva venire proclamato campione di Copenaghen) veniva stabilito in base alle vittorie.
Se una partita, al termine dei 90 minuti, terminava con un pareggio, si procedeva con dei tempi supplementari ad oltranza finché una squadra non segnava.

### Avvenimenti
Questa edizione fu vinta dall'Akademisk Boldklub, con 6 vittorie, 32 gol fatti e 4 subiti, seguito dal Kjøbenhavns Boldklub, con 5 vittorie, 27 gol fatti e 4 subiti.
Altra squadra di rilievo in questa edizione è il Melchioraner BK Copenaghen, che si classificò al terzo posto con 4 vittorie e 23 gol fatti, mentre al quarto posto si classificò l'Haabet Copenaghen, che con soli 6 gol (il secondo peggior attacco, migliore solamente di quello dell'ultima classificata, il Christianshavn BK Copenaghen) riuscì a vincere 3 partite.
Le ultime 3 squadre in classifica furono il Boldklubben Frem, che arrivò quinto con 2 vittorie e 14 gol fatti, l'Østerbros BK Copenaghen, con una sola vittoria, 7 gol fatti e 26 subiti,(6º posto) e il Christianshavn BK Copenaghen, con 0 vittorie 4 gol fatti e 44 subiti.
In totale in questa competizione vennero segnati 113 gol, con una media di 5,38 a incontro.

## Squadre partecipanti
| Club                         | Stagione | Città      | Stadio   | Stagione precedente |
| ---------------------------- | -------- | ---------- | -------- | ------------------- |
| Kjøbenhavns Boldklub         | dettagli | Copenaghen | ???????? | Debuttante          |
| Akademisk Boldklub           | dettagli | Copenaghen | ???????? | Debuttante          |
| Østerbros BK Copenaghen      | dettagli | Copenaghen | ???????? | Debuttante          |
| Haabet Copenaghen            | dettagli | Copenaghen | ???????? | Debuttante          |
| Melchioraner BK Copenaghen   | dettagli | Copenaghen | ???????? | Debuttante          |
| Boldklubben Frem             | dettagli | Copenaghen | ???????? | Debuttante          |
| Christianshavn BK Copenaghen | dettagli | Copenaghen | ???????? | Debuttante          |

## Classifica finale
| Pos. | Squadra           | G | V | N | P | GF | GS | DR  |
| ---- | ----------------- | - | - | - | - | -- | -- | --- |
| 1.   | AB                | 6 | 6 | 0 | 0 | 32 | 4  | +28 |
| 2.   | KB                | 6 | 5 | 0 | 1 | 27 | 4  | +23 |
| 3.   | Melchioraner BK   | 6 | 4 | 0 | 2 | 23 | 12 | +11 |
| 4.   | Haabet            | 6 | 3 | 0 | 3 | 6  | 12 | -6  |
| 5.   | Frem              | 6 | 2 | 0 | 4 | 14 | 11 | +3  |
| 6.   | Østerbros BK      | 6 | 1 | 0 | 5 | 7  | 26 | -19 |
| 7.   | Christianshavn BK | 6 | 0 | 0 | 6 | 4  | 44 | -40 |

Fonti

### Squadra campione
| Formazione tipo (2-3-5)                                                                            | Giocatori (ruolo)                                  |
| -------------------------------------------------------------------------------------------------- | -------------------------------------------------- |
| Steenberg Jensen Hansen I Faber Forchhammer I Hansen II Høyrup Pagh Heilmann Forchhammer II Lassen | Erik Jens Christian Steenberg (portiere)           |
| Steenberg Jensen Hansen I Faber Forchhammer I Hansen II Høyrup Pagh Heilmann Forchhammer II Lassen | Vilhelm Jensen (terzino destro)                    |
| Steenberg Jensen Hansen I Faber Forchhammer I Hansen II Høyrup Pagh Heilmann Forchhammer II Lassen | Christian Hansen (terzino sinistro)                |
| Steenberg Jensen Hansen I Faber Forchhammer I Hansen II Høyrup Pagh Heilmann Forchhammer II Lassen | Erik Faber (centro mediano)                        |
| Steenberg Jensen Hansen I Faber Forchhammer I Hansen II Høyrup Pagh Heilmann Forchhammer II Lassen | Holger Forchhammer (mediano sinistro e allenatore) |
| Steenberg Jensen Hansen I Faber Forchhammer I Hansen II Høyrup Pagh Heilmann Forchhammer II Lassen | Jens Hansen (mediano destro)                       |
| Steenberg Jensen Hansen I Faber Forchhammer I Hansen II Høyrup Pagh Heilmann Forchhammer II Lassen | Johannes Høyrup (ala destra)                       |
| Steenberg Jensen Hansen I Faber Forchhammer I Hansen II Høyrup Pagh Heilmann Forchhammer II Lassen | Martin E. Pagh (ala sinistra)                      |
| Steenberg Jensen Hansen I Faber Forchhammer I Hansen II Høyrup Pagh Heilmann Forchhammer II Lassen | Lorenz P. Heilmann (mezzala destra)                |
| Steenberg Jensen Hansen I Faber Forchhammer I Hansen II Høyrup Pagh Heilmann Forchhammer II Lassen | Johannes Forchhammer (mezzala sinistra)            |
| Steenberg Jensen Hansen I Faber Forchhammer I Hansen II Høyrup Pagh Heilmann Forchhammer II Lassen | F. L. Lassen (centro attacco)                      |
| Altri giocatori: Frederik Funch, Johannes Gøtzsche, Hans Christian Lund                            |                                                    |

Fonte

## Statistiche

### Squadre

#### Primati stagionali

##### Squadre
- Maggior numero di vittorie:  AB (6 vittorie)
- Minor numero di vittorie: Christianshavn BK (0 vittorie)
- Miglior attacco:  AB (32 gol fatti)
- Miglior difesa:  AB e  KB (4 gol subiti)
- Miglior differenza reti:  AB (+28)
- Maggior numero di sconfitte: Christianshavn BK (6 sconfitte)
- Minor numero di sconfitte:  AB (0 sconfitte)
- Peggior attacco: Christianshavn BK (4 gol fatti)
- Peggior difesa: Christianshavn BK (44 gol subiti)
- Peggior differenza reti: Christianshavn BK (-40)